# Liptaň
Liptaň är en ort i Tjeckien. Den ligger i den östra delen av landet, 230 km öster om huvudstaden Prag. Liptaň ligger 346 meter över havet och antalet invånare är 443.
Terrängen runt Liptaň är platt åt nordost, men åt sydväst är den kuperad. Runt Liptaň är det ganska tätbefolkat, med 124 invånare per kvadratkilometer. Närmaste större samhälle är Krnov, 16,3 km söder om Liptaň. Omgivningarna runt Liptaň är en mosaik av jordbruksmark och naturlig växtlighet.